# 邓坊镇
邓坊镇，是中华人民共和国广东省南雄市下辖的一个乡镇级行政单位。

## 行政区划
邓坊镇下辖以下地区：
邓坊社区、邓坊村、里源村、赤石村、洋西村、赤马村、马战村、茶头背村、上湖村和兰田村。